# Lars Håland
Lars Håland (* 28. Juli 1962 in Stockholm; anglisiert auch Lars Haaland) ist ein ehemaliger schwedischer Skilangläufer.

## Werdegang
Håland, der für den Dala-Järna IK und den Svenska Skidspelens SK startete, holte bei den Nordischen Junioren-Skiweltmeisterschaften 1982 in Murau Gold mit der Staffel. Im Januar 1986 holte er in La Bresse mit dem 12. Platz über 30 km klassisch seine ersten im Weltcuppunkte. Im folgenden Jahr erreichte er in Falun mit dem achten Platz über 30 km Freistil seine erste Top-Zehn-Platzierung im Weltcup. In der Saison 1988/89 kam er im Weltcupeinzel viermal unter die ersten Zehn. Dabei holte er in Falun über 30 km Freistil seinen einzigen Einzelsieg im Weltcup. Beim Saisonhöhepunkt den Nordischen Skiweltmeisterschaften 1989 in Lahti gewann er die Bronzemedaille über 15 km Freistil und die Goldmedaille mit der Staffel. Zudem wurde er Siebter über 15 km klassisch und Vierter über 50 km Freistil. Die Saison beendete er auf dem sechsten Platz im Gesamtweltcup. In der folgenden Saison erreichte er drei Top-Zehn-Platzierungen im Weltcup, darunter Platz drei im Verfolgungsrennen in Lahti und errang damit den zehnten Platz im Gesamtweltcup. In der Saison 1990/91 war der 11. Platz über 30 km klassisch in Les Saisies seine beste Saisonplatzierung. Bei den Nordischen Skiweltmeisterschaften 1991 im Val di Fiemme belegte er den 20. Platz über 30 km klassisch und den 16. Rang über 15 km Freistil. Seine besten Resultate bei den Nordischen Skiweltmeisterschaften 1993 in Falun waren der 13. Platz über 50 km Freistil und der sechste Platz mit der Staffel. In den folgenden Jahren errang er im Weltcup meist Platzierungen außerhalb der ersten Zehn. Sein bestes Einzelresultat war jeweils der fünfte Platz im Januar 1997 über 30 km klassisch in Lahti und im November 1997 über 10 km klassisch in Beitostølen. Im Februar 1995 wurde er in Falun Dritter mit der Staffel. Sein letztes Weltcuprennen lief er im März 1998 in Falun, welches er auf dem 56. Platz über 10 km Freistil beendete. Bei schwedischen Meisterschaften siegte er 1997 über 50 km. Mit der Staffel von Dala-Järna IK wurde er 1989 und 1990 schwedischer Meister.

## Weltcupsiege im Einzel
| Nr. | Datum         | Ort   | Disziplin                      |
| --- | ------------- | ----- | ------------------------------ |
| 1.  | 11. März 1989 | Falun | 30 km Freistil Individualstart |

## Platzierungen im Weltcup

### Weltcup-Statistik
Die Tabelle zeigt die erreichten Platzierungen im Einzelnen.
- 1.–3. Platz: Anzahl der Podiumsplatzierungen
- Top 10: Anzahl der Platzierungen unter den ersten zehn
- Punkteränge: Anzahl der Platzierungen innerhalb der Punkteränge
- Starts: Anzahl gelaufener Rennen in der jeweiligen Disziplin
- Hinweis: Bei den Distanzrennen erfolgt die Einordnung gemäß FIS.

| Platzierung         | Distanzrennen a | Distanzrennen a | Distanzrennen a | Distanzrennen a | Distanzrennen a | Skiathlon Verfolgung | Sprint | Etappen- rennen b | Gesamt | Team c | Team c  |
| Platzierung         | ≤ 5 km          | ≤ 10 km         | ≤ 15 km         | ≤ 30 km         | > 30 km         | Skiathlon Verfolgung | Sprint | Etappen- rennen b | Gesamt | Sprint | Staffel |
| ------------------- | --------------- | --------------- | --------------- | --------------- | --------------- | -------------------- | ------ | ----------------- | ------ | ------ | ------- |
| 1. Platz            |                 |                 |                 | 1               |                 |                      |        |                   | 1      |        | 1       |
| 2. Platz            |                 |                 | 1               |                 |                 |                      |        |                   | 1      |        |         |
| 3. Platz            |                 |                 |                 |                 |                 | 1                    |        |                   | 1      |        | 1       |
| Top 10              |                 | 1               | 3               | 5               | 2               | 1                    |        |                   | 12     |        | 3       |
| Punkteränge         |                 | 2               | 8               | 13              | 5               | 2                    |        |                   | 30     |        | 3       |
| Starts              |                 | 6               | 16              | 16              | 5               | 2                    |        |                   | 45     |        | 3       |
| Stand: Karriereende |                 |                 |                 |                 |                 |                      |        |                   |        |        |         |

### Weltcup-Gesamtplatzierungen
| Saison  | Gesamt | Gesamt | Langdistanz | Langdistanz | Sprint | Sprint |
| Saison  | Punkte | Platz  | Punkte      | Platz       | Punkte | Platz  |
| ------- | ------ | ------ | ----------- | ----------- | ------ | ------ |
| 1985/86 | 14     | 30.    | -           | -           | -      | -      |
| 1986/87 | 12     | 35.    | -           | -           | -      | -      |
| 1987/88 | -      | -      | -           | -           | -      | -      |
| 1988/89 | 67     | 6.     | -           | -           | -      | -      |
| 1989/90 | 43     | 10.    | -           | -           | -      | -      |
| 1990/91 | 6      | 37.    | -           | -           | -      | -      |
| 1991/92 | -      | -      | -           | -           | -      | -      |
| 1992/93 | 81     | 31.    | -           | -           | -      | -      |
| 1993/94 | 38     | 48.    | -           | -           | -      | -      |
| 1994/95 | 10     | 66.    | -           | -           | -      | -      |
| 1995/96 | -      | -      | -           | -           | -      | -      |
| 1996/97 | 66     | 39.    | 66          | 16.         | -      | -      |
| 1997/98 | 61     | 36.    | 16          | 40.         | 45     | 33.    |